# Mike McLeod (athlétisme)
Pour les articles homonymes, voir Michael McLeod et McLeod.
Michael James McLeod (né le 25 janvier 1952 à Dilston) est un athlète britannique spécialiste du 10 000 mètres licencié au Elswick Harriers de Newcastle upon Tyne. 

## Carrière

### Palmarès
| Date | Compétition                    | Lieu                | Résultat | Épreuve       | Performance     |
| ---- | ------------------------------ | ------------------- | -------- | ------------- | --------------- |
| 1977 | Championnats du monde de cross | Düsseldorf          | 2e       | Par équipe    | 129 pts         |
| 1978 | Championnats du monde de cross | Glasgow             | 3e       | Par équipe    | 159 pts         |
| 1978 | Jeux du Commonwealth           | Edmonton            | 3e       | 10 000 mètres | 28 min 34 s 30  |
| 1979 | Championnats du monde de cross | Limerick            | 1er      | Par équipe    | 119 pts         |
| 1980 | Jeux olympiques d'été          | Moscou              | 12e      | 10 000 mètres | 28 min 40 s 78  |
| 1981 | Great North Run                | Newcastle upon Tyne | 1er      | Semi-marathon | 1 h 03 min 23 s |
| 1982 | Championnats du monde de cross | Rome                | 5e       | Individuel    | 34 min 06 s 4   |
| 1982 | Championnats du monde de cross | Rome                | 2e       | Par équipe    | 114 pts         |
| 1982 | Great North Run                | Newcastle upon Tyne | 1er      | Semi-marathon | 1 h 02 min 44 s |
| 1984 | Jeux olympiques d'été          | Los Angeles         | 2e       | 10 000 mètres | 28 min 06 s 22  |

### Records
| Épreuve       | Performance    | Lieu | Date |
| ------------- | -------------- | ---- | ---- |
| 10 000 mètres | 27 min 39 s 76 |      | 1979 |